# 246 v.Chr.

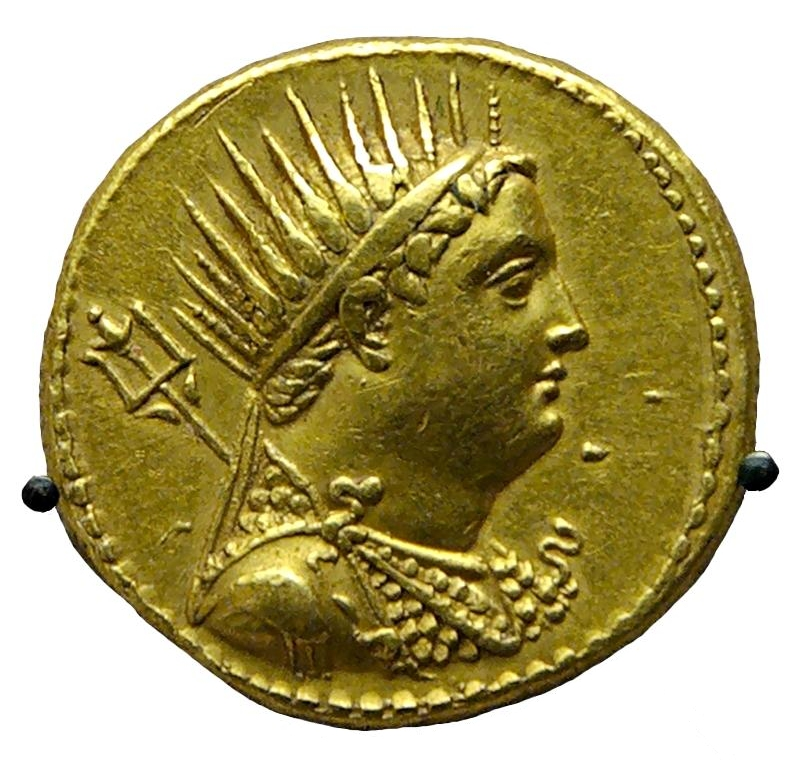
Koning Ptolemaeus III (284 - 221 v.Chr.)

Het jaar 246 v.Chr. is een jaartal in de 3e eeuw v.Chr. volgens de christelijke jaartelling.

## Gebeurtenissen

### Syrië
- Begin van de Derde Syrische Oorlog, Antiochus II Theos sterft, waarschijnlijk door vergiftiging. In Syrië ontstaat een dynastieke oorlog tussen zijn verbannen eerste vrouw Laodice en zijn tweede vrouw Berenice Syra. Berenice en haar zoon worden vermoord. Laodice's zoon Seleucus II wordt koning van het Seleuciden Rijk.

### Egypte
- Ptolemaeus III Euergetes (246 - 221 v.Chr.) volgt zijn vader op als derde koning (farao) van de Ptolemaeën.
- Ptolemaeus III onderneemt een veldtocht naar Syrië en breidt het Egyptische rijk uit tot aan de Eufraat.

### Griekenland
- Antigonus II Gonatas van Macedonië verslaat in de Egeïsche Zee in de slag bij Andros de Egyptische vloot.

### China
- De 13-jarige Qin Shi Huangdi bestijgt als koning de troon van het Koninkrijk Qin. Door zijn jeugdige leeftijd wordt hij ondersteund door zijn twee bekwame ministers: Li Si en Lü Buwei.
- Qin Shi Huangdi laat een 150 kilometer lang irrigatiekanaal in Shaanxi voltooien, wat de landbouwproduktie van de Qin-staat verbetert.

## Geboren
- Arsinoë III (~246 v.Chr. - ~204 v.Chr.), koningin van Egypte

## Overleden
- Antiochus II Theos (~286 v.Chr. - ~246 v.Chr.), koning van het Seleucidenrijk (Syrië) (40)
- Ptolemaeus II Philadelphus (~309 v.Chr. - ~246 v.Chr.), farao van Egypte (63)